# Mariposa (California)
Mariposa è un census-designated place degli Stati Uniti d'America, capoluogo dell'omonima contea, nello Stato della California.